# Maxim Dondiouk
Maxim Dondiouk (en ukrainien : Максим Дондюк) est un photographe documentaire et artiste visuel indépendant ukrainien, né le 15 juillet 1983 dans l’Oblast de Khmelnytskyï.
Il est lauréat – entre autres – du Prix Rémi Ochlik / Ville de Perpignan /  Visa pour l’Image en 2014 et du prix W. Eugene Smith en 2022.

## Biographie
Maxim Dondiouk est né le 15 juillet 1983 dans l’Oblast de Khmelnytskyï.
Diplômé de l’Université d’État de l’alimentation et du commerce de Kharkiv, il travaillé comme cuisinier pendant sept ans.
Il pratique la photographie comme passe-temps et sa première photo a été publiée dans le journal de Kharkiv Sobytiya à l’occasion de célébrations de la Journée de Kharkiv.
Ill devient alors photographe pour Sobytiya et travaille aussi avec l’agence de presse de Kharkiv Mediaport.
En 2007, il s’installe à Kyiv, où il travaille avec l’agence photo ukrainienne PHL.
En 2010, il a commencé à travailler comme photographe indépendant et coopère avec des organisations non gouvernementales telles que l’Organisation mondiale de la santé, le Bureau régional européen de l’OMS (Danemark), la fondation Développement de l’Ukraine, la fondation ukrainienne Mongoose.
De 2010 à 2012, Maxim Dondiouk s’est rendu dans la région de Donbass en Ukraine, dans des hôpitaux soignant des tuberculeux pour réaliser son documentaire TB epidemic in Ukraine.
En 2014, dans un entretien au quotidien français La Croix, alors qu’il est récompensé au festival Visa pour l'Image par le prix Rémi Olchick, il précise : « Je ne suis pas un photojournaliste et je suis contre le fait de seulement regarder une situation. J’ai besoin de m’immerger dans ce que je photographie, pour sentir tout, pour comprendre. Je fais partie intégrante de ce qui se passe. Je crois au pouvoir de la photographie et dans le fait qu’elle peut changer le monde. »
Depuis 2015, il a entrepris de rassembler et de restaurer des photographies trouvées dans les maisons et les bâtiments de la région contaminée de Tchernobyl, que les habitants, dans leur fuite, n’avaient pas eu le temps d’emporter,.
En 2022, il est blessé par des éclats d’obus, alors qu’il documente l’invasion de l’Ukraine par la Russie. Son travail au long cours « Ukraine 2014/22 », « qui relate la longue bataille de l’Ukraine pour sa véritable indépendance, son identité nationale et sa liberté vis-à-vis de la Russie. » est récompensé par le Prix W. Eugene Smith,.
Maxim Dondiouk travaille pour de nombreux magazines internationaux dont TIME, Der Spiegel, Paris Match, Polka, Libération, Slate.

## Publications
- Culture of Confrontation, 2019[10].

## Expositions
Liste non exhaustive
- 2014 : Visa pour l'Image, Perpignan[3]

## Prix et récompenses
Liste non exhaustive
- 2011 : Finaliste of the Pikto International Competition[11].
- 2012 : Finaliste of the Photo Evidence Book Award[12].
- 2012 : Grand Prix Best Global Health Story of Becton Dickinson (BD)’s Hope for a Healthy World Photo Competition[13].
- 2012 : Finaliste for a grant of The Manuel Rivera-Ortiz Foundation for Documentary Photography & Film[14].
- 2012 : Finaliste for a grant of the 4th edition of the AnthropoGraphia Human Rights Through Visual Storytelling[15].
- 2012 : Honourable Mention of the International Photography Awards annual competition (IPA)[16].
- 2013 : Shortlist in the Portraiture category of Sony World Photography Awards[17].
- 2013 : Honorable mention of the FotoVisura Grant[18].
- 2013 : Finaliste of the W. Eugene Smith Grant in Humanistic Photography from W. Eugene Smith Memorial Fund[19].
- 2014 : Magnum Photos competition ‘30 under 30’ for emerging documentary photographers[20].
- 2014 : Lauréat du Prix Rémi Ochlik / Ville de Perpignan, Visa pour l’Image pour « Euromaïdan ou la culture de la confrontation »[21]
- 2015 : Honorable Mentions of the Photographic Museum of Humanity Grant (PHM)[22],[23].
- 2015 : Winner of the Photo District News Photo Annual 2015 in documentary category[24].
- 2015 : Winner of the Prix Photo La Quatrieme Image, 1er prix[25].
- 2015 : PX3 Prix de la Photographie Paris, Press War Category, 1er prix[26].
- 2015 : Voies Off, Shortlist[27].
- 2015 : Prix Pictet Photography Prize is Disorder, Shortlist[28].
- 2015 : Fine Art Photography Awards, 1st Place Winner in Photojournalism[29].
- 2015 : Fine Art Photography Awards, Professional Fine Art Photographer of the Year[30].
- 2015 : 1st place in Editorial : General News category, 13th Annual Lucie Awards (IPA)[31].
- 2015 : Editorial Photographer of the Year, Lucie Awards (IPA)[31].
- 2015 : International Photographer of the Year, Lucie Awards (IPA)[32].
- 2015 : International Photography Award, British Journal of Photography, Runner-up[33].
- 2015 : Finaliste of the LensCulture Visual Storytelling Award[34].
- 2016 : LensCulture Exposure Awards, 3rd Prize Series[35].
- 2016 : Kolga Tbilisi Photo Award, Meilleure série documentaire[36].
- 2016 : Magnum Photography Awards, Finaliste[37].

- 2022 : Prix W. Eugene Smith pour son travail au long cours « Ukraine 2014/22 »[7],[8]
- 2022 : Prix Polka Magazine du photographe de l’année[38]